# Luis Barranzuela
Luis Roberto Barranzuela Vite (Lima, 18 de noviembre de 1962) es un político, abogado y policía retirado peruano. Fue ministro del Interior del Perú durante el gobierno de Pedro Castillo, desde el 6 de octubre hasta el 2 de noviembre del 2021.

## Biografía
Luis Barranzuela nació el 18 de noviembre de 1962 en la ciudad de Lima.
Estudió derecho en la Universidad San Martín de Porres y cuenta con una maestría en Derecho de los Negocios por la misma universidad. 
Se ha desempeñado como Oficial Superior en la Policía de Investigaciones del Perú y Policía Nacional del Perú desde 1984 hasta el 2011, año en donde pasó al retiro.
Hasta su nombramiento como ministro, fue el abogado de Perú Libre, Vladimir Cerrón y Guido Bellido.

## Carrera política

### Ministro del Interior
El 6 de octubre de 2021, fue nombrado ministro del Interior por el presidente Pedro Castillo.
Pese a las prohibiciones impuestas por el ministerio que preside, Barranzuela realizó una fiesta por el Día de la Canción Criolla el 31 de octubre en su domicilio. Barrenzuela negó haber realizado una fiesta y afirmó que solo se trató de una reunión de trabajo alegando que "el Perú no puede parar". Sin embargo, vecinos del ministro declararon a la prensa local que sí se llevó a cabo una fiesta, que esta habría empezado en horas de la tarde y que debido a la incomodidad de la música que sonaba a todo volumen decidieron llamar a la policía. En declaraciones a Perú21, un vecino contó que días atrás se dispuso el retiro de autos que se encontraban en las calles aledañas a la casa del ministro (algo inusual), lo que haría suponer que la fiesta habría sido planeada. Tras esto, congresistas de diferentes bancadas exigieron la renuncia de Barranzuela y amenazaron con no dar el voto de confianza al gabinete de Mirtha Vásquez si permanecía en el cargo. La Defensoría del Pueblo emitió un pronunciamiento en sus redes sociales recordando a la ciudadanía, y en especial a los que ocupan altos cargos, que deben cumplir con las medidas sanitarias para contrarrestar los contagios por COVID-19. El presidente de la Comisión de Defensa del Congreso, José Williams, informó que se había citado a Barranzuela para el miércoles 3 de noviembre a fin de que responda por la fiesta en su vivienda.
Finalmente el 2 de noviembre del 2021, Luis Barranzuela decidió renunciar al Ministerio del Interior y luego fue reemplazado por el abogado Avelino Guillén.